# Hypnum sikkimense
Hypnum sikkimense är en bladmossart som beskrevs av Hisatsugu Ando 1968. Hypnum sikkimense ingår i släktet flätmossor, och familjen Hypnaceae. Inga underarter finns listade i Catalogue of Life.